# Journal of Recreational Mathematics
Journal of Recreational Mathematics (Журнал цікавої математики; вживані скорочення: J. Recreat. Math., іноді: JRM) — американський журнал, присвячений цікавій математиці. Засновано 1968 року, закрито 2014 року (останнім став том 38 № 2). Виходив, за рідкісним винятком, щокварталу. Початкові томи (1—5) видала компанія Greenwood Publishing Group, далі журнал видавала Baywood Publishing Company.

## Постійні рубрики
1. Оригінали статей.
2. Рецензії на книги.
3. Числові ребуси та їх розв'язки.
4. Математичні задачі та гіпотези.
5. Розв'язки задач та гіпотез.
6. Список осіб, які поставили чи розв'язали задачі.

## Індексування
Журнал індексувався в:
- Academic Search Premier[en]
- Book Review Index[en]
- International Bibliography of Periodical Literature
- International Bibliography of Book Reviews
- Readers' Guide to Periodical Literature[en]
- The Gale Group[en]